# Hahó Pip!
A Hahó Pip! (eredeti cím: Pip Ahoy!) angol televíziós 2D-s számítógépes animációs sorozat, amelyet John Offord, Dave Osborne és Simon Hall rendezett. A forgatókönyvet Corrinne Averiss, Charlie Ward és Nick Wilson írta, a zenéjét Keith Hopwood szerezte. Magyarországon az M2 adta.

## Szereplők
- Pip (Eredeti hang: Teresa Gallagher)
- Alan (Eredeti hang: Jimmy Hibbert)
- Alba (Eredeti hang: Emma Tate)
- Pasty (Eredeti hang: David Jason)

## Epizódok
1. Egérkalózok (The Mice Pirates)
2. Képzeld el! (Fancy That!)
3. Szundítás a tengeren (Snooze Cruise)
4. A sellő (The Mermaid)
5. Pizzás kalózok (Pizza Pirates)
6. Pasty sárkányt ereget (Pasty Flies a Kite)
7. Ugribugri, a műrepülő (Stunt Gull Hopper)
8. Madárlesen (Auntie Twitcher's Bird Watch)
9. A rock-polip (The Rocktopus)
10. Én jövök! (My Turn)
11. Ki látta Alant? (Anybody Seen Alan?)
12. Az eltévedt vonat (The Wrong Way Train)
13. Shelvis új otthona (Shelvis' New Home)
14. A léghajó (Balloonantics)
15. A Kapitány sapkája (Hats off for Skipper)
16. A parton (On the Beach)
17. Pip piknikje (Pip's Picnic)
18. Táncolj! (Got to Dance)
19. Gurulj! (Roll with It)
20. Pasty-torta (Pasty's Got Talent)
21. A köd (All in a Fog)
22. A sál (Beside the Sneeze-side)
23. Alba, a felfedező (Alba's Big Find)
24. Emlékek (I Remember)
25. Az adó-vevő (Walkie Talkie)
26. Pip születésnapja (Pip's Birthday Present)
27. Az eltűnt kalóz (Pirate Hunt)
28. A királynő látogatása (The Queen's Visit)
29. Az öreg tolvaj (Old Pincher)
30. Pasty hátizsákja (Pasty's Backpack)
31. Az expedíció (Pip and Alba's Big Day Out)
32. A versenyfilm (Go, Stop! Go, Stop!)
33. Vízitündér-próba (Sea Sprite Explorer)
34. Az új révkalauz (The new Harbour Pilot)
35. Buborék-probléma (Bubble Trouble)
36. Az üstökös (The Alan Comet)
37. A repülő halak (Flags to Fishes)
38. A kincses sziget (Treasure Island)
39. Pasty csengője (Look What the Wind Blew In)
40. A repülőgép (Pip's Plane)
41. Pasty, a szerelő (Lift Off)
42. Az eltűnt kalózhajó (The Boat That Bounced)
43. Az iránytű (Lucky Compass)
44. Családi vonás (Runs in the Family)
45. Palackba zárt hajómodell (Ship in a Bottle)
46. A popsztár flamingók (Flamingos a Go-Go)
47. A tortasütő verseny (Shipshaped Cupcakes)
48. A papagáj is madár (Count Me In)
49. Alan, a kincskereső (Treasure Hunt Alan)
50. Az elcserélt hátizsák (The Wrong Rucksack)
51. Szegény Alan (Alan Looses his Bounce)
52. A színdarab (Let's Put on a Show)

## Magyar változat
A szinkront az MTVA megbízásából a Protone Stúdió készítette.
Magyar szöveg: Goda Ferenc
Szerkesztő: Vincze Szabina
Hangmérnök és vágó: Gajda Mátyás
Gyártásvezető: Masoll Ildikó
Szinkronrendező: Koffler Gizella
Produkciós vezető: Gömöri V. István
Magyar hangok
- Baráth István – Alan
- Csuha Lajos – Kapitány bácsi
- Gubányi György István – Ugri-bugri
- Hermann Lilla – Alba
- Seder Gábor – Pasty
- Szalay Csongor – Pip

További magyar hangok: Bartók László, Farkas Zita, Grúber Zita, Várkonyi Andrea